# 68m 手原和憲 高校サッカー短編集
『68m 手原和憲 高校サッカー短編集』（68メートル たはらかずのり こうこうサッカーたんぺんしゅう）は、手原和憲による日本の短編漫画集。『ビッグコミックスピリッツ』（小学館）において2010年から2012年にかけて不定期に掲載された高校サッカーの世界を扱った読み切り作品を収録した短編集であり、ビッグコミックス（小学館）から2013年に出版された。

## ベンチウォーマー
『ビッグコミックスピリッツ』（小学館）2011年36・37合併号から2011年38号に掲載された。強豪校のサッカー部を舞台に控えゴールキーパーの視点から、ただ一つのポジションを巡る人間模様が描かれている。

### ストーリー
黒雲高校のゴールキーパーを務めるシンヤは同級生のクボとのポジション争いに後れを取り、控えキーパーに甘んじている。クボは高校選手権でも注目の選手だったが初戦で彼の凡ミスもあり大敗する。クボの不調によりシンヤは正キーパーの座を得ると、試合の中でそれまで見えなかった改善点に気が付き、真剣に練習に取り組むようになる。一方、クボはシンヤが大事を取って欠場した試合で久しぶりに出場機会を得るも自信を失ったままだったが、彼の叱咤もあり復調するのだった。

### 登場人物
シンヤ
黒雲高校サッカー部の控えキーパー。リスクを恐れずに積極的に飛び出しファインセーブを連発する選手。クボとは同級生で同じ条件下で練習に取り組んでいるにもかかわらず、ポジションを明け渡している現状にあせっている。クボとは対照的に人当たりの良い性格だが、彼へのライバル意識を隠そうとしない。
クボ
黒雲高校サッカー部の正キーパー。滅多なことでゴールエリア付近からポジションを離れない慎重派の選手。堅物の性格で普段は寡黙だが試合になると人が変わったように大声でコーチングを行う。

## Pinchkicker 〜あるいは走れない代打〜
『ビッグコミックスピリッツ』（小学館）2010年43号から2010年44号に掲載された。怪我を抱えるため高校生活を通じて出場機会に恵まれなかったフォワードとキャプテンを務める親友の最後の選手権予選に挑む姿が描かれている。

### ストーリー
ユージとタカの二人は中学時代からのチームメイトで、高校は「サッカーがそこそこ強い」高校に進学すると1年時に揃ってレギュラーに定着する。しかしユージは左足首を負傷すると半年後に再び同じ箇所を痛め、状態が回復しないまま2年の月日が経過した。高校3年となり医師の許可が下り練習に復帰したユージは体力面に不安を抱えるも、タカの言葉にヒントを得て試合終盤にフリーキックのキッカーとして登場する「ピンチキッカー」に活路を見出そうとする。選手権予選準々決勝では優勝候補の高校との対戦となり、1点をリードされた局面で直接フリーキックのチャンスが巡ってくる。ユージはこのキックを外すが、テーピングのおかげもあって、こぼれ球に追いつきタカの同点ゴールをアシストするのだった。

### 登場人物
ユージ
サッカー部の3年生。ポジションはフォワード。かつてはエース級の選手だったが1年の冬に左足首を負傷して以来、まともに走ることは出来ない。最後の選手権予選に向けてフリーキックのキッカーとして活路を見出そうと、ジャンフランコ・ゾラのフォームを参考に練習に取り組んでいる。
タカ
サッカー部の3年生でキャプテンを務める。ポジションはフォワード。高校生ながら「M字ハゲ」が進行中であり「ギグスやサビチェビッチのようなカッコいいハゲ」を理想としている。ユージを気遣いつつも彼の奔放な言動の突っ込み役を担っている。
レイナ
サッカー部のマネージャー。髪型はポニーテールで、タカと同じくユージの突っ込み役を担っている。

## ウノ・ゼロ
『ビッグコミックスピリッツ』（小学館）2012年1号から2012年2号に掲載された。先輩の指示によりディフェンダーにコンバートされた下級生のフォワードが葛藤する姿が描かれている。「ウノ・ゼロ」とはイタリア語で「1対0」の意。

### ストーリー
青鍵高校のサッカー部員で2年生のニシザキはフォワードでのレギュラー獲得を目指すが高い身体能力を持つ反面、相手ディフェンダーとの駆け引きを苦手としていた。そんなある日、キャプテンのヒノから「守備陣は選手層が薄いから即レギュラーになれる」と説得されて不本意ながらもセンターバックへ転向する。フォワードへの未練が残るニシザキだが、ヒノらとの交流の中で徐々に相手選手との間合いの測り方や駆け引きを覚えようとする。インターハイ予選では第2シードの高校との対戦となり、ニシザキはヒノらとの守備ラインで相手を試合途中まで無失点に抑える。一方、後半20分過ぎにヒノが退場処分を受けるとニシザキは彼から守備の統率を託され、それまでの練習の成果を見せるが次々に失点を重ね1-4と大敗する。試合後、ニシザキはヒノから背中を押されフォワードに復帰するのだった。

### 登場人物
ニシザキ
青鍵高校サッカー部の2年生。背番号2。本人はフォワードでのレギュラー獲得を希望するが多利保の負傷によりセンターバックにコンバートされた。高い身長と走力を持つなど潜在能力に恵まれながらも、相手との間合いを測るなどの頭脳的プレーが苦手で後先を考えずに突っ込んでいく傾向がある。
ヒノ
青鍵高校サッカー部の3年生。背番号5。キャプテンとしてリーダーシップを発揮する一方、センターバックとして守備全般を統率する。ニシザキの能力を見込んで「ディフェンダーの奥深く楽しい（地味な）世界」に引き入れる。相手を無失点に抑える「ウノ・ゼロ」の美学にサッカーの魅力を感じている。
多利保（たりぼ）
青鍵高校サッカー部の3年生。もともとのセンターバックのレギュラーであり守備は上手いが独特の髪型をしている。
尾握（おにぎり）
青鍵高校サッカー部の3年生でポジションはフォワード。坊主頭で肥満体型だが女子にもてる。

## 老牛
『ビッグコミックスピリッツ』（小学館）2012年33号に掲載された。高校サッカー界で名将と呼ばれた老監督の盛衰が、かつての教え子であるコーチの視点で描かれている。

### ストーリー
かつて高校サッカー界の名将と呼ばれた北は「ゾーンプレス」や「走るサッカー」を標榜して10数年前の高校選手権でベスト4の実績を残したが、時代の流れに乗り遅れ9年前の大会を最後に全国の舞台からは遠ざかり、監督として最後の試合も予選の準々決勝で敗れた。次期監督に内定している島野は北の勇退後にどのようなスタイルを目指すのか思い悩むが、かつての教え子のケンペスと再会し彼と飲み明かすうちに、かつて北が目指そうとした「人間を成長させる」との理念が酷く変容したものの残されていることを知るのだった。

### 登場人物
島野（しまの）
鳥尾高校サッカー部の顧問。かつての北の教え子であり大学時代にはプロサッカークラブの横浜からスカウトを受けるほどの実力の持ち主だったが、大学卒業後に母校に教員として赴任した。「鬼教官」型の北とは対照的に部員との対話を重視するタイプ。
北（きた）
鳥尾高校サッカー部監督。72歳と高齢で高校サッカー界の名将と呼ばれるが、正規の教員ではなく雇われ指導者の立場の人物。島野が現役の頃は厳しいながらも人間教育を重視する指導者だったが、学校側の圧力もあって結果のみを求めるようになり、部員に対する過度の走り込みや理不尽な言動を繰り返している。大阪近鉄バファローズの「猛牛キャップ」を常に被っていることから「老牛」と呼ばれている。
ケンペス
北と島野のかつての教え子。長身のフォワードで長髪にしていたことからマリオ・ケンペスに準えて「ケンペス」と呼ばれていた。反抗的な性格で現役当時は北に常に反発していた。

## 68m
『ビッグコミックスピリッツ』（小学館）2012年47号から2010年49号に掲載された。ユースチームではなく高校サッカーを選択した天才サッカー選手の栄光と挫折が彼の先輩の視点で描かれている。

### ストーリー
波戸高校2年生の小野田はクラブチーム出身の新入生ヨシヒコの加入により右サイドバックへ転向する。小野田はヨシヒコの技術の高さを目の当たりにし努力では埋めることのできない実力差を感じるが、その彼自身もプロの予備軍という環境で思い悩んでいたことを知る。二人には不思議な友情が芽生え選手として共に成長をする。
小野田は高校卒業後にJFLのチームに入団後、J2の町田ゼノギアに移籍したことを皮切りにいくつかのクラブを渡り歩く。一方、ヨシヒコはJ1のマリナスに入団するが、2年後にはJ2のクラブに放出される。その後、怪我が重なり、やがて無名の社会人チームに移籍する。
2人は天皇杯で対戦するがヨシヒコはかつてのキレを失っており、この試合を最後に引退する。小野田はヨシヒコからユニフォームの交換を求められるが、彼の引退を受け入れられず拒む。それから10年後、小野田の引退試合にヨシヒコが現れ、10年前に果たせなかったユニフォーム交換をし、高校時代の思い出を語り合うのだった。

### 登場人物
小野田（おのだ）
波戸高校サッカー部の2年生。ポジションは元々は左サイドバックだったがヨシヒコの加入により右サイドバックに転向した。ヨシヒコと交流するうちに選手としての高い意識を身に付け、卒業後はJFLのチームを皮切りに複数のプロサッカークラブを渡り歩いた。
佐藤 ヨシヒコ（さとう ヨシヒコ）
波戸高校サッカー部の1年生。ポジションは左サイドバック。マリナス・Jrユースの出身だがユースチームへの昇格を蹴って同校に進学する。パスセンスと視野の広さを併せ持ち、卒業後は古巣のマリナスに入団するがプロでは大成せずに若くして現役引退した。その後はスポーツ用品店に勤めている。
佐藤 マサシ（さとう マサシ）
マリナス・ユースの選手でポジションは右サイドハーフ。ヨシヒコとはマリナス・Jrユース時代のチームメイトで、ポジションも同じサイドバックだった。

## 書誌情報
- 手原和憲 『68m 手原和憲 高校サッカー短編集』小学館〈ビッグコミックス〉、全1巻

1. 2013年3月29日発売 ISBN 978-4091850430